# میان‌سالی
میان‌سالی دوره‌ای از زندگی است که پس از جوانی و پیش از سالمندی می‌باشد.
میانسالی، در میانه سال‌های کودکی و پیری است. بازه دقیق سنی، یک موضوع مورد گفتگو برای دانشگاه‌ها است، اما این اصطلاح معمولاً برای نشان دادن بازه سنی از ۴۵ سال تا حدود ۷۰ سال به‌کار می‌رود.